# BRDC International Trophy 1978
BRDC International Trophy 1978 je bila edina neprvenstvena dirka Formule 1 v sezoni 1978 in zadnja dirka BRDC International Trophy. Odvijala se je 19. marca 1978.

## Dirka
| Poz | Dirkač             | Moštvo                    | Konstruktor         | Čas/Odstop. | Št. mesto |
| --- | ------------------ | ------------------------- | ------------------- | ----------- | --------- |
| 1   | Keke Rosberg       | Theodore Racing           | Theodore-Cosworth   | 1:12:49.02  | 11        |
| 2   | Emerson Fittipaldi | Copersucar Fittipaldi     | Fittipaldi-Cosworth | + 1.88 s    | 8         |
| 3   | Tony Trimmer       | Melchester Racing         | McLaren-Cosworth    | + 3 krogi   | 15        |
| 4   | Brett Lunger       | BS Fabrications           | McLaren-Cosworth    | + 3 krogi   | 5         |
| 5   | Rupert Keegan      | Durex Team Surtees        | Surtees-Cosworth    | + 9 krogov  | 10        |
| NC  | Hans Stuck Jr.     | Villiger Kiel Team Shadow | Shadow-Cosworth     | + 15 krogov | 5         |
| Ods | Derek Daly         | Olympus Hesketh           | Hesketh-Cosworth    | Trčenje     | 9         |
| Ods | Divina Galica      | Olympus Hesketh           | Hesketh-Cosworth    | Trčenje     | DNQ*      |
| Ods | Emilio de Villota  | Privatnik                 | McLaren-Cosworth    | Sklopka     | 12        |
| Ods | Patrick Depailler  | Team Tyrrell              | Tyrrell-Cosworth    | Trčenje     | 6         |
| Ods | Mario Andretti     | John Player Team Lotus    | Lotus-Ford          | Trčenje     | 3         |
| Ods | Ronnie Peterson    | John Player Team Lotus    | Lotus-Ford          | Krm. sistem | 1**       |
| Ods | Jacky Ickx         | Tissot Ensign             | Ensign-Cosworth     | Zavrten     | 13        |
| Ods | Clay Regazzoni     | Villiger Kiel Team Shadow | Shadow-Cosworth     | Zavrten     | 16        |
| Ods | James Hunt         | Marlboro Team McLaren     | McLaren-Cosworth    | Zavrten     | 4         |
| DNS | Niki Lauda         | Parmalat Brabham          | Brabham-Cosworth    | -           | 2         |
| DNS | René Arnoux        | Automobiles Martini       | Martini-Cosworth    | -           | 14        |
| DNA | Jochen Mass        | ATS Wheels Racing         | ATS-Cosworth        |             |           |
| DNA | Lamberto Leoni     | Tissot Ensign             | Ensign-Cosworth     |             |           |
| DNA | Arturo Merzario    | Merzario Racing           | Merzario-Cosworth   |             |           |
| DNA | Guy Edwards        | Privatnik                 | March-Cosworth      |             |           |

* Ni se kvalificirat na dirko, toda zaradi odpovedi dirkača je dobil priložnost kot prva zamenjava.
** Šartal iz boskov.